# Gruta da Furna da Madre de Deus
A Gruta da Furna da Madre de Deus é uma gruta portuguesa, localizada na freguesia do Porto Martins, concelho da Praia da Vitória, Ilha Terceira.
Esta cavidade apresenta uma geomorfologia de origem vulcânica em forma de tubo de lava. Apresenta um comprimento de 244.8 m. por uma largura máxima de 11.5 e por uma altura também máxima de 15.5 m.
A origem do seu nome, advém da existência nas proximidades da gruta, da Ermida da Madre de Deus, erguida por volta de 1690 pelo padre António Ramalho. Actualmente esta ermida encontra-se em ruínas.

## Espécies observáveis
- Lithobius obscurus azoreae Chilopoda Lithobiidae